# Ashita, Mama ga Inai
Ashita, Mama ga Inai (明日、ママがいない?  I morgon kommer inte mamma) är en japansk TV-serie som började sändas i Nippon TV den 15 januari 2014.

## Rollista
- Mana Ashida – Post
- Rio Suzuki – Maki (Donki)
- Hiyori Sakurada – Piami
- Konomi Watanabe – Bombi
- Shohei Miura – Locker
- Suzuka Ohgo – Otsubone
- Hiroshi Mikami – Tomonori Sasaki
- Fumino Kimura – Kana Mizusawa
- Hinata Igarashi – Pachi
- Yuu Shirota – Yuki Tojo